# Hugo Maradona
Hugo Hernán Maradona (ur. 9 maja 1969 w Lanús, zm. 28 grudnia 2021 w Monte di Procida) – argentyński piłkarz występujący na pozycji pomocnika. Trener piłkarski. Brat innych piłkarzy, Diega i Raúla Maradony.

## Kariera piłkarska
Maradona karierę rozpoczynał w 1985 roku w zespole Argentinos Juniors z Primera B Nacional. W 1987 roku przeszedł do włoskiego Ascoli Calcio. W sezonie 1987/1988 rozegrał tam 13 spotkań, a w lidze zajął z klubem 12. miejsce.
W 1988 roku odszedł do hiszpańskiego Rayo Vallecano z Segunda División. W 1989 roku awansował z nim do Primera División. W lidze tej zadebiutował 10 września 1989 roku w wygranym 2:1 pojedynku z Realem Valladolid. 26 listopada 1989 roku w zremisowanym 4:4 meczu z Atlético Madryt strzelił pierwszego gola w Primera División.
W połowie 1990 roku Maradona przeszedł do austriackiego Rapidu Wiedeń. W Bundeslidze pierwszy mecz zaliczył 6 października 1990 roku przeciwko Austrii Wiedeń (3:0). Jeszcze w tym samym roku odszedł do wenezuelskiego Deportivo Italia. Następnie grał w urugwajskim Progreso, a także japońskich drużynach PJM Futures, Avispa Fukuoka oraz Consadole Sapporo. W 1998 roku zakończył karierę.

## Kariera trenerska
W latach 2004–2005 Maradona prowadził portorykański zespół Puerto Rico Islanders, grający w amerykańskiej lidze USL First Division.